# Občanská iniciativa
Občanská iniciativa je spontánně vzniklé zájmové sdružení občanů, které se snaží prosadit nějaké konkrétní, často místní a úzce vymezené cíle. Od jiných zájmových sdružení se liší tím, že ji obvykle tvoří občané jako takoví, které jinak nespojují například společné profesní zájmy.
Občanské iniciativy jsou obvykle neformální nebo jen málo formalizované. Často netvoří ani právnické osoby, nemají stanovy ani majetek a působí jen na základě obecného práva sdružovacího, shromažďovacího a petičního. Mohou být jednoúčelové, které se například snaží změnit nějaké rozhodnutí úřadů, zabránit určité stavbě a podobně, ale také se širšími zájmy a dlouhodobými cíli, například v oblasti životního prostředí, sociální péče, ochrany památek, místního hospodářství a podobně. Typické občanské iniciativy se obvykle nespojují s určitou politickou stranou, ale naopak se snaží získat pro své projekty a cíle podporu ve všech politických stranách.
Lisabonská smlouva EU v článku 11-4 počítá s legislativní iniciativou občanů EU – od 1. dubna 2012 je toto právo uplatňováno jako tzv. evropská občanská iniciativa.